# Sericominolia
Sericominolia is een geslacht van weekdieren uit de klasse van de Gastropoda (slakken).

## Soort
- Sericominolia vernicosa (Gould, 1861)